# Iñigo Martínez
Iñigo Martínez Berridi (tiếng Basque: [iɲiɣo maɾtines̻ beriði]; tiếng Tây Ban Nha: [ˈiɲiɣo maɾˈtineθ βeˈriði]; sinh ngày 17 tháng 5 năm 1991) là một cầu thủ bóng đá chuyên nghiệp người Tây Ban Nha hiện đang thi đấu ở vị trí trung vệ cho câu lạc bộ Saudi Pro League Al-Nassr và đội tuyển bóng đá quốc gia Tây Ban Nha. Xuyên suốt sự nghiệp của mình, anh nổi tiếng nhờ khả năng không chiến tốt, khả năng tắc bóng xuất sắc, kỹ thuật chuyền bóng dài lên phía trên và khả năng bẫy việt vị hoàn hảo.
Anh dành phần lớn sự nghiệp chuyên nghiệp tại Real Sociedad, ra sân 238 lần, ghi được 17 bàn thắng trên mọi đấu trường từ khi ra mắt ở tuổi 20. Vào tháng 1 năm 2018, anh ký hợp đồng với Athletic Bilbao, tại đây, anh đã có được chức vô địch Siêu cúp Tây Ban Nha 2020–21 và lọt vào hai trận chung kết Cúp Nhà vua Tây Ban Nha.
Martínez có trận ra mắt trong màu áo đội tuyển Tây Ban Nha vào năm 2013.

## Sự nghiệp câu lạc bộ

### Real Sociedad
Iñigo Martínez sinh ra ở Ondarroa, Bizkaia. Năm 2006, anh gia nhập đội trẻ của Real Sociedad từ đội bóng địa phương CD Aurerá Ondarroa. Anh có mùa giải chuyên nghiệp đầu tiên vào mùa 2009–10, giúp Real Sociedad B thăng hạng lên Segunda División B, cá nhân anh có 23 lần ra sân và đóng góp 1 bàn thắng.
Ngày 27 tháng 8 năm 2011, Martínez ra mắt đội 1, chơi trọn vẹn 90 phút trong chiến thắng 2-1 của Real Sociedad trước Sporting de Gijón. Ngày 2 tháng 10, anh ghi bàn thắng đầu tiên cho đội, trong trận thua 2–1 trên sân nhà trước Athletic Bilbao.
Ngày 26 tháng 4 năm 2016, Martínez ký vào bản hợp đồng mới có thời hạn 5 năm.

### Athletic Bilbao
Ngày 30 tháng 1 năm 2018, Martínez đến Athletic Bilbao với bản hợp đồng có trị giá 32 triệu euro, có thời hạn đến năm 2023. Anh ra mắt đội vào ngày 4 tháng 2, trong thất bại 2–0 trước Girona tại La Liga 2017–18.
Martínez ghi bàn thắng đầu tiên cho Bilbao trong trận đấu trên sân nhà trước Real Betis vào ngày 20 tháng 6 năm 2020.
Ngày 6 tháng 6 năm 2023, Martínez tuyên bố rời đội bóng vào cuối mùa giải 2022–23. Trong suốt thời gian tại câu lạc bộ, anh ra sân tổng cộng 177 lần và ghi được 8 bàn thắng.

## Sự nghiệp quốc tế
Iñigo Martínez ra mắt đội tuyển U-21 Tây Ban Nha vào năm 2011. Ngay năm sau đó, anh được huấn luyện viên Luis Milla điền tên vào đội tuyển U-23 tham dự Thế vận hội Mùa hè 2012. Trong trận đấu gặp Nhật Bản, anh bị thẻ đỏ vào cuối hiệp 1, chung cuộc, Tây Ban Nha thất bại 1–0.
Ngày 14 tháng 8 năm 2013, Martínez có trận ra mắt đội tuyển quốc gia khi vào sân thế chỗ Sergio Ramos trong trận đấu giao hữu giành chiến thắng 2–0 trước Ecuador. Ngày 5 tháng 6 năm 2022, Martínez ghi bàn thắng đầu tiên vào phút cuối tại trên sân khách trước Cộng hòa Séc tại UEFA Nations League 2022–23.

## Thống kê sự nghiệp

### Câu lạc bộ
Tính đến 22 tháng 4 năm 2023
| Câu lạc bộ          | Mùa giải            | Giải đấu            | Giải đấu | Giải đấu | Cúp Quốc gia | Cúp Quốc gia | Châu lục | Châu lục | Khác | Khác | Tổng cộng | Tổng cộng |
| Câu lạc bộ          | Mùa giải            | Hạng đấu            | Trận     | Bàn      | Trận         | Bàn          | Trận     | Bàn      | Trận | Bàn  | Trận      | Bàn       |
| ------------------- | ------------------- | ------------------- | -------- | -------- | ------------ | ------------ | -------- | -------- | ---- | ---- | --------- | --------- |
| Real Sociedad B     | 2009–10             | Tercera División    | 23       | 1        | —            | —            | —        | —        | —    | —    | 23        | 1         |
| Real Sociedad B     | 2010–11             | Segunda División B  | 31       | 1        | —            | —            | —        | —        | —    | —    | 31        | 1         |
| Real Sociedad B     | Tổng cộng           | Tổng cộng           | 54       | 2        | —            | —            | —        | —        | —    | —    | 54        | 2         |
| Real Sociedad       | 2011–12             | La Liga             | 26       | 3        | 2            | 0            | —        | —        | —    | —    | 28        | 3         |
| Real Sociedad       | 2012–13             | La Liga             | 34       | 4        | 1            | 0            | —        | —        | —    | —    | 35        | 4         |
| Real Sociedad       | 2013–14             | La Liga             | 35       | 2        | 5            | 0            | 7        | 0        | —    | —    | 47        | 2         |
| Real Sociedad       | 2014–15             | La Liga             | 34       | 2        | 3            | 0            | 4        | 0        | —    | —    | 41        | 2         |
| Real Sociedad       | 2015–16             | La Liga             | 30       | 1        | 1            | 0            | —        | —        | —    | —    | 31        | 1         |
| Real Sociedad       | 2016–17             | La Liga             | 34       | 3        | 6            | 1            | —        | —        | —    | —    | 40        | 4         |
| Real Sociedad       | 2017–18             | La Liga             | 12       | 1        | 1            | 0            | 3        | 0        | —    | —    | 16        | 1         |
| Real Sociedad       | Tổng cộng           | Tổng cộng           | 205      | 16       | 19           | 1            | 14       | 0        | —    | —    | 238       | 17        |
| Athletic Bilbao     | 2017–18             | La Liga             | 16       | 0        | —            | —            | —        | —        | —    | —    | 16        | 0         |
| Athletic Bilbao     | 2018–19             | La Liga             | 33       | 0        | 2            | 0            | —        | —        | —    | —    | 35        | 0         |
| Athletic Bilbao     | 2019–20             | La Liga             | 33       | 1        | 8            | 0            | —        | —        | —    | —    | 41        | 1         |
| Athletic Bilbao     | 2020–21             | La Liga             | 28       | 1        | 3            | 1            | —        | —        | 2    | 0    | 33        | 2         |
| Athletic Bilbao     | 2021–22             | La Liga             | 27       | 3        | 5            | 1            | —        | —        | 2    | 0    | 34        | 4         |
| Athletic Bilbao     | 2022–23             | La Liga             | 15       | 1        | 3            | 0            | —        | —        | —    | —    | 18        | 1         |
| Athletic Bilbao     | Tổng cộng           | Tổng cộng           | 152      | 6        | 21           | 2            | —        | —        | 4    | 0    | 177       | 8         |
| Barcelona           | 2023–24             | La Liga             | 0        | 0        | 0            | 0            | 0        | 0        | —    | —    | 0         | 0         |
| Barcelona           | Tổng cộng           | Tổng cộng           | 0        | 0        | 0            | 0            | —        | —        | 0    | 0    | 0         | 0         |
| Tổng cộng sự nghiệp | Tổng cộng sự nghiệp | Tổng cộng sự nghiệp | 411      | 24       | 40           | 3            | 14       | 0        | 4    | 0    | 469       | 27        |

1. ↑  Ra sân tại UEFA Champions League
2. 1 2  Ra sân tại UEFA Europa League
3. ↑  Ra sân tại Cúp Nhà vua Tây Ban Nha 2020
4. 1 2  Ra sân tại Siêu cúp bóng đá Tây Ban Nha

### Quốc tế
Tính đến 19 tháng 11 năm 2023
| Đội         | Năm   | Trận | Bàn |
| ----------- | ----- | ---- | --- |
| Tây Ban Nha | 2013  | 2    | 0   |
| Tây Ban Nha | 2016  | 2    | 0   |
| Tây Ban Nha | 2018  | 2    | 0   |
| Tây Ban Nha | 2019  | 5    | 0   |
| Tây Ban Nha | 2020  | 1    | 0   |
| Tây Ban Nha | 2021  | 5    | 0   |
| Tây Ban Nha | 2022  | 2    | 1   |
| Tây Ban Nha | 2023  | 2    | 0   |
| Total       | Total | 21   | 1   |

| # | Ngày               | Địa điểm                                 | Đối thủ | Tỷ số | Kết quả | Giải đấu                    |
| - | ------------------ | ---------------------------------------- | ------- | ----- | ------- | --------------------------- |
| 1 | 5 tháng 6 năm 2022 | Sân vận động Sinobo, Praha, Cộng hòa Séc | Séc     | 2–2   | 2–2     | UEFA Nations League 2022–23 |

## Danh hiệu
Athletic Bilbao
- Supercopa de España: 2021[23]

Barcelona
- Supercopa de España: 2025[24]

U-21 Tây Ban Nha
- Giải vô địch bóng đá U-21 châu Âu: 2013[25]

Tây Ban Nha
- UEFA Nations League á quân: 2020–21[26]

Cá nhân
- Đội hình tiêu biểu Giải vô địch bóng đá U-21 châu Âu: 2013[25]